# 曾怀
曾怀（1107年—1175年），字钦道，福建路晋江县（今福建省晋江市）人。

## 生平
宣和初年任金坛簿，官至真州（治今江蘇省儀征市）知州。南宋孝宗乾道八年（1172年）賜同進士出身，不久任参知政事。次年（1173年）十月曾怀為右丞相。淳熙元年（1174年）六月，台臣詹亢宗等議論曾怀，曾怀上書求退，但是請求辨明诬谤。於是罢相。同年七月，宋孝宗查出詹亢宗所论无據，於是复曾怀相位。十一月，曾怀因病请辭，罢除观文殿大学士、提举洞霄宮。之後以光祿大夫致仕，死後贈少保。 
| 前任： 梁克家 | 南宋右丞相 1173年—1174年 | 繼任： 叶衡 |